# 奥山亀蔵
奥山 亀蔵（旧字体：奧山 龜藏、おくやま かめぞう、1876年（明治9年）9月10日 - 1941年（昭和16年）5月17日）は、日本の土木技術者、内務技官、実業家、政治家。衆議院議員。

## 経歴

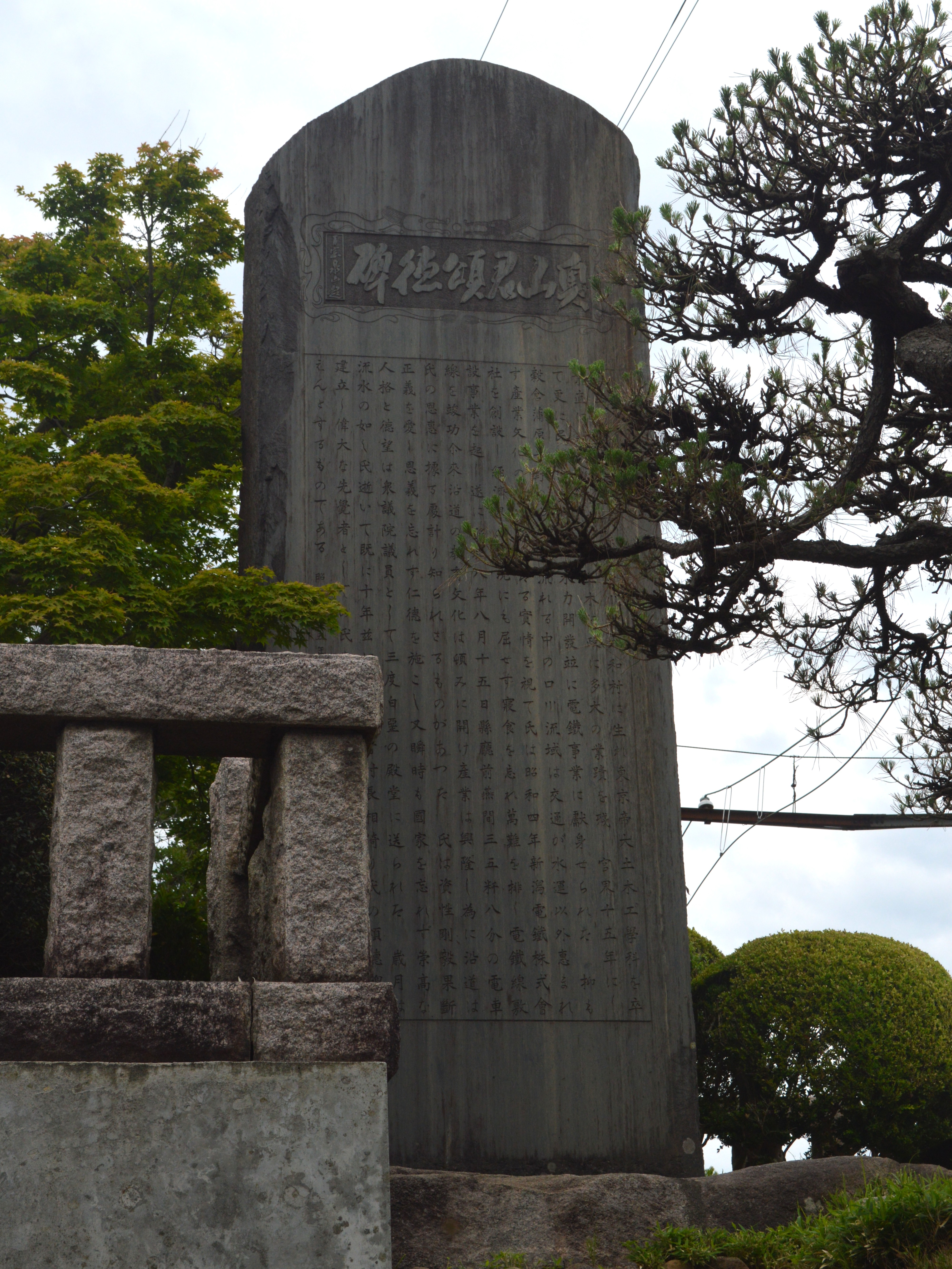
石碑「奥山君頌徳碑」

### 幼少期
1876年（明治9年）9月10日、山形県田川郡古関村（東田川郡大和村、余目町を経て現庄内町）において、豪農・奥山重右衛門の三男として生まれた。

### 学生時代
22歳の時に荘内中学校（現山形県立鶴岡南高等学校）を卒業し、翌年に石川県金沢市の第四高等学校大学予科二部に入学した。1年間の旧額なども経て、1902年（明治35年）7月に第四高等学校を卒業した。その後は東京府土木課の雇員として、多摩川工区や墨田川工区の現場監督を務めた。東京府技師でもあった原龍太（東京帝国大学工科大学教授）の推薦により、その後は玉川電気株式会社に技師として勤めた。
1904年（明治37年）9月に東京帝国大学工科大学土木工学科に入学し、1907年（明治40年）7月に工科大学を卒業した。工科大学在学中には、実業家で東京市会議員でもあった小山田信蔵の下で嘱託技師を務めている。加茂港の修復に関する題材で卒業論文を書いている。学士号を得た時には既に31歳になっていた。

### 内務官僚時代
工科大学卒業後には内務省に入省し。1907年（明治40年）8月には内務省技師である近藤虎五郎の推薦によって、まず新潟県土木課の技師に任じられた。工科大学卒の工学士であっても1年から2年は技手（技師を補佐する技術者）を務めるのが一般的だったが、奥山は2年間の実務経験があったことで入省後すぐに高等官扱いの技師となっている。
その後、新潟県加治川改良事務所長、西川改良事務所長、寺泊築港事務所長、能生築港事務所長、国幣中社弥彦神社再築工営所長、新潟県土木課長、秋田県土木課長、宮城県土木課長、宮城県河川事務所長、宮城県臨時電気経営事務所長などを歴任した。

### その後の経歴

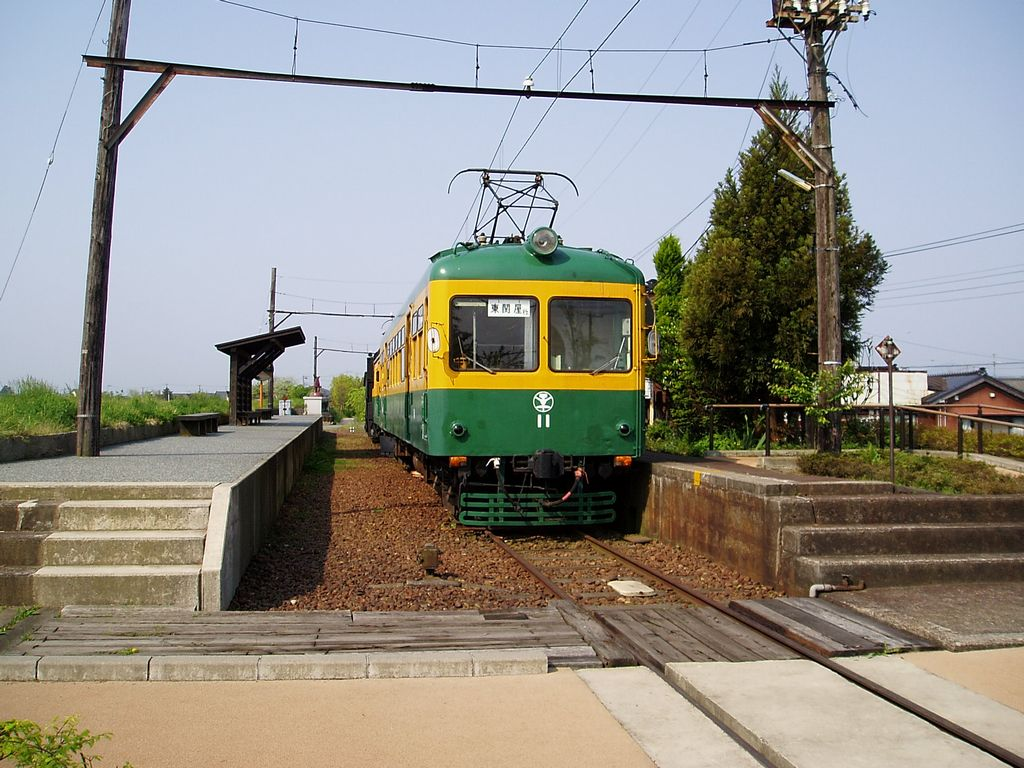
新潟交通電車線月潟駅跡地

退官後、1923年（大正12年）7月、新潟水力電気（後の新潟電力）嘱託となり、同年12月、取締役に就任した。その後、新潟電力取締役・技師長に就任し、1928年（昭和3年）庄内電気鉄道の設立に参画し、1929年（昭和4年）12月、鶴岡―湯野浜間（庄内交通湯野浜線）が開通した。
1929年（昭和4年）、中ノ口電気鉄道株式会社（後の新潟電鉄）が設立されると専務に就任した。1933年（昭和8年）8月、白山―燕間（新潟電鉄線、後の新潟交通電車線）が開通した。その他、東北六県鉄道同志会会長、新潟鉄道局管内軌道連合会長、日本乗合自動車協会理事などを務めた。

### 衆議院議員時代
1928年（昭和3年）2月、第16回衆議院議員総選挙で山形県第二区から立憲民政党所属で出馬して当選。第17回総選挙、第19回総選挙でも当選し、衆議院議員を通算3期務めた。
1941年（昭和16年）5月17日に死去した。1950年（昭和25年）、新潟交通電車線沿線8町村によって月潟駅前に石碑「奥山亀蔵氏頌徳碑」が建立された。

## 伝記
- 『奥山亀蔵君とその事業』新潟さきがけ社、1927年。